# Gudja
Gudja – jedna z jednostek administracyjnych na Malcie. Mieszka tutaj 2997 osób.

## Zabytki
- Kaplica Panny Maryi
- Wieża Xlejli
- Palazzo Dorell, palladiański pałac z 1670 roku[6]
- kościół Wniebowzięcia Najświętszej Maryi Panny z 1656 roku[7]
- kościół Zwiastowania Najświętszej Maryi Pannie

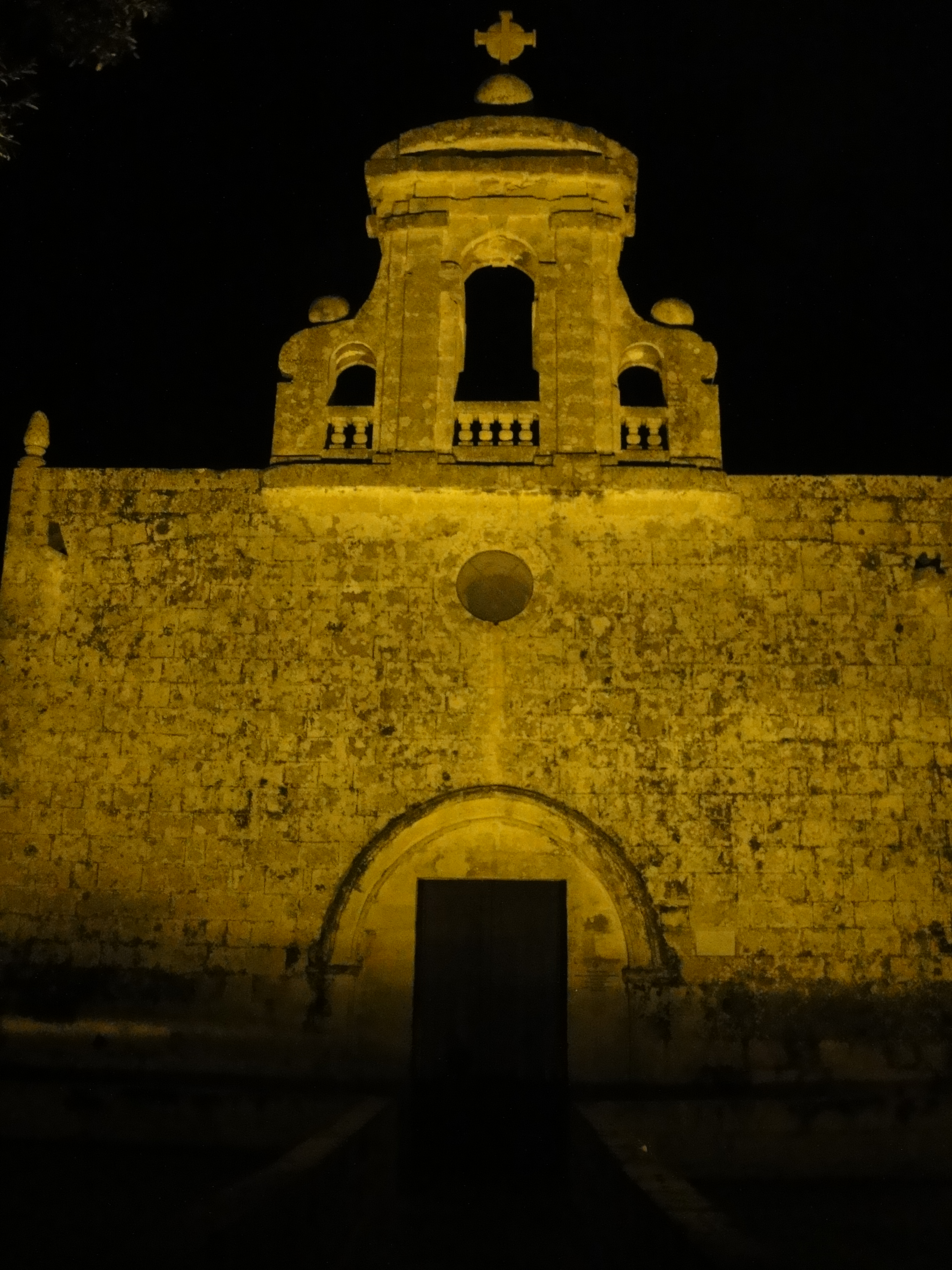
Kaplica Panny Maryi
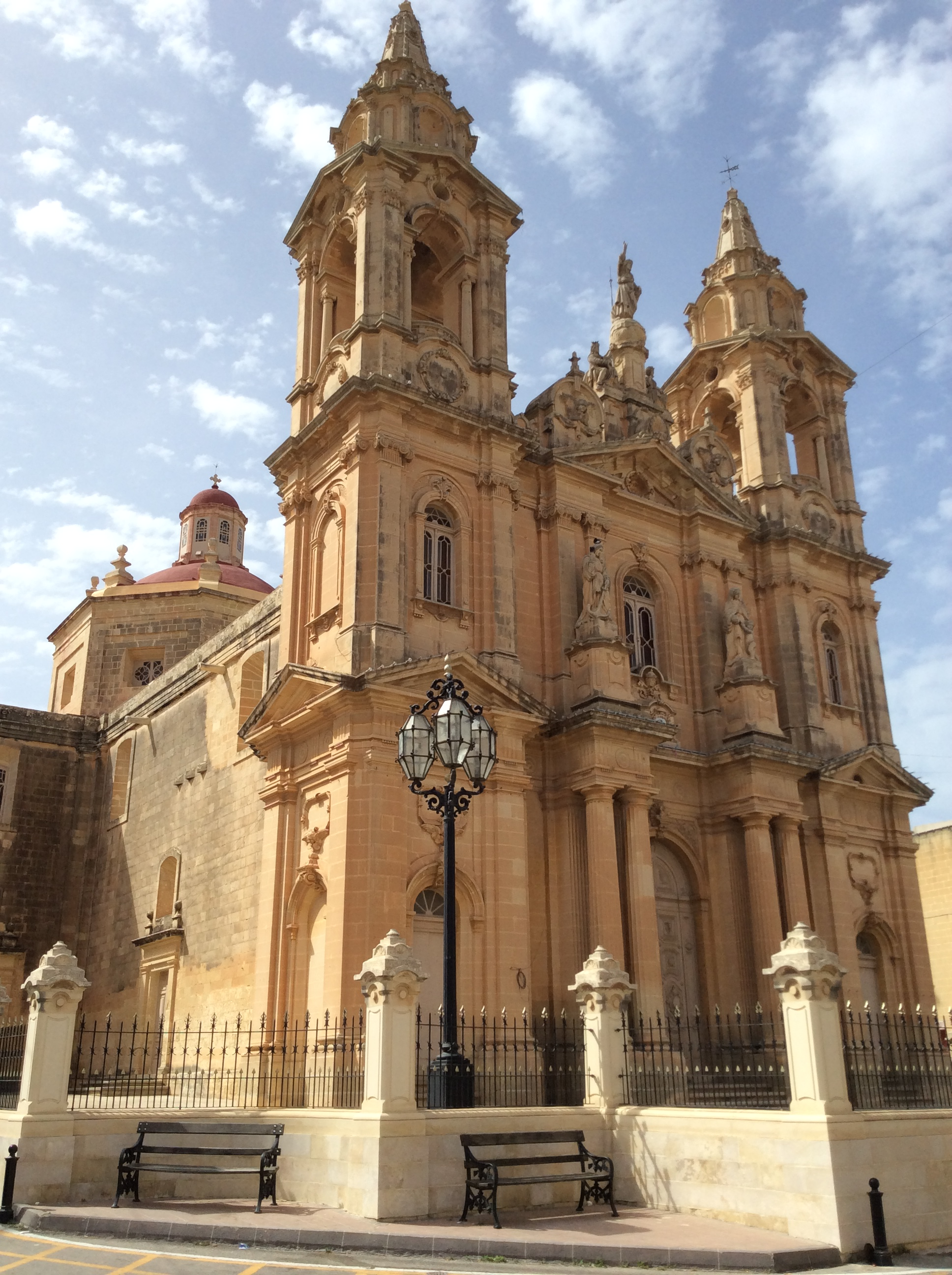
Parish Church of the Assumption
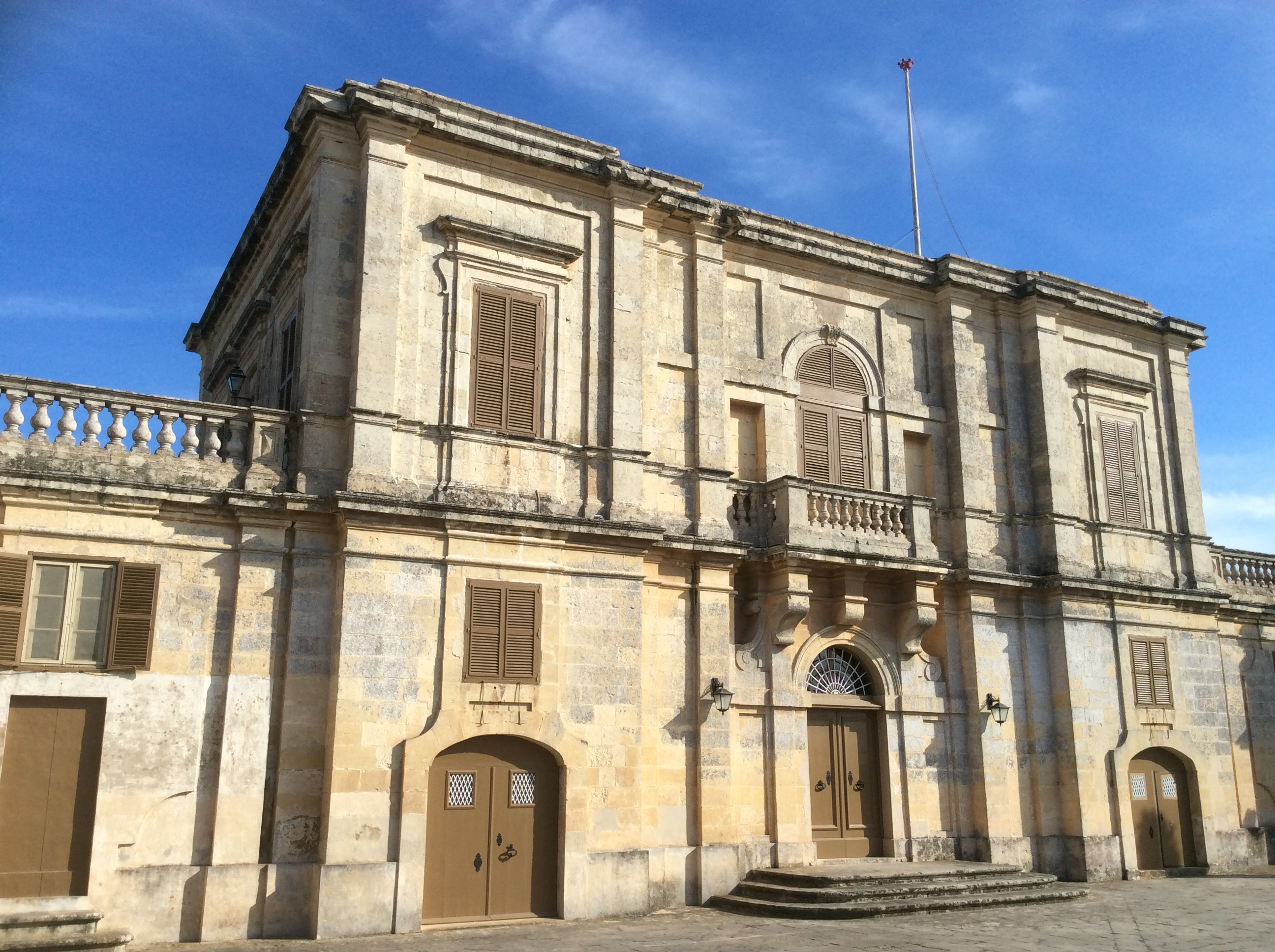
Palazzo Dorell
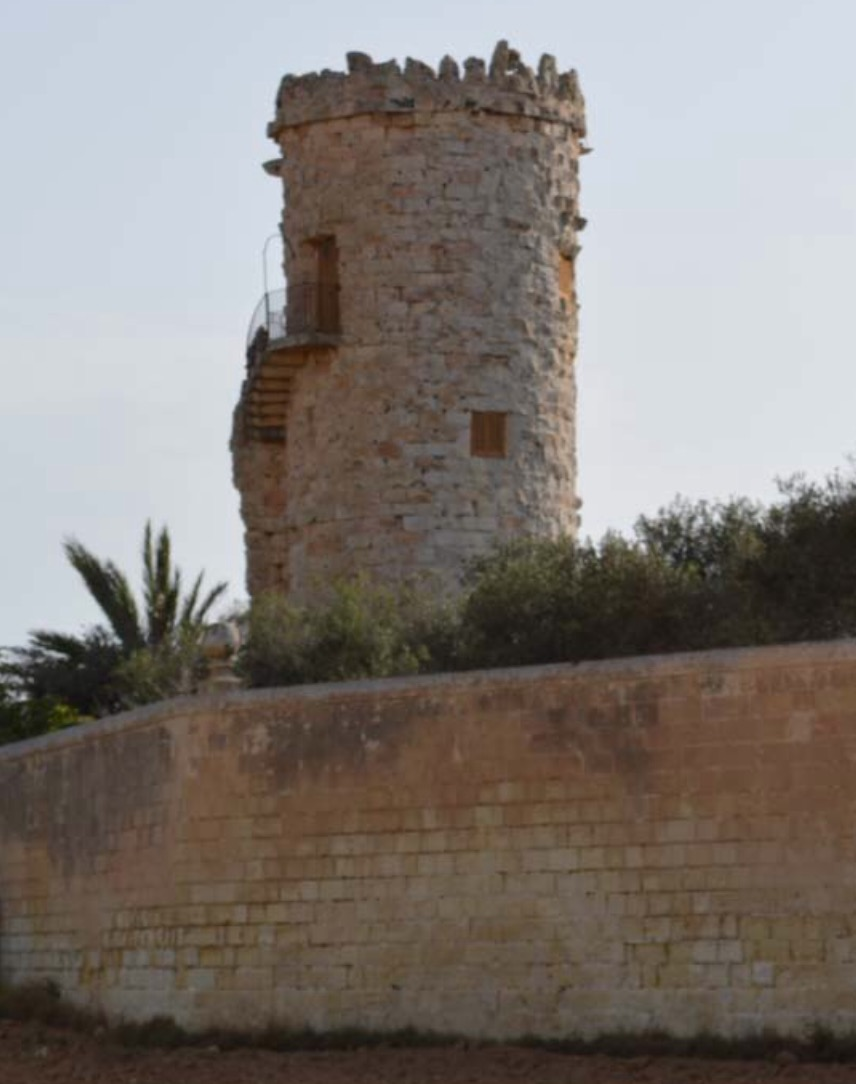
Wieża Xlejli

## Sport
W miejscowości funkcjonuje klub piłkarski Gudja United F.C. Powstał w 1945 roku. Obecnie gra w Maltese First Division, drugiej w hierarchii ligowej.